# Нижний Янкуль
Ни́жний Янку́ль — посёлок в Андроповском районе (муниципальном округе) Ставропольского края России.

## География
Расстояние до краевого центра: 63 км.
Расстояние до районного центра: 38 км.

## История
На 1 марта 1966 года посёлок входил в состав Новоянкульского сельсовета Александровского района с центром в посёлке Новый Янкуль:7.
В 1972 году Указом Президиума ВС РСФСР посёлок фермы № 1 совхоза «Янкульский» переименован в Нижний Янкуль.
На 1 января 1983 года посёлок числился в составе Новоянкульского сельсовета Курсавского района Ставропольского края:17.
До 16 марта 2020 года Нижний Янкуль входил в упразднённый Новоянкульский сельсовет.

## Население
| 1989 | 2002 | 2010 | 2011 | 2014 |
| ---- | ---- | ---- | ---- | ---- |
| 396  | ↘296 | ↘271 | ↘259 | ↘250 |

По данным переписи 2002 года в национальной структуре населения русские составляли 41 %, даргинцы — 46 %.

## Инфраструктура
Фельдшерско-акушерский пункт